# Slađana Bulatović
Slađana Bulatović, née le 3 octobre 1992 à Podgorica au Monténégro, est une footballeuse internationale monténégrine. Elle évolue au poste d'attaquante au Rayo Vallecano.

## Palmarès
- Championne de Hongrie en 2016 avec le Ferencváros TC
- Vice-championne de Hongrie en 2017 et 2018 avec le Ferencváros TC
- Vainqueur de la Coupe de Hongrie en 2016, 2017 et 2018 avec le Ferencváros TC
- Meilleure buteuse du championnat de Hongrie en 2016 avec le Ferencváros TC